# La Transcendance de l'Ego
La Transcendance de l’Ego, première œuvre proprement philosophique et originale de Jean-Paul Sartre est écrite en 1934, en partie durant son séjour à Berlin où il était allé étudier la phénoménologie de Husserl, et est publiée en 1936 dans la revue Les Recherches philosophiques. 

## Caractéristiques de l'ouvrage
Cet ouvrage s’inscrit typiquement dans un débat interne à l'école phénoménologique. Les références à Husserl n’ont donc rien d'étonnant. En revanche, ce qui pourra surprendre, c’est la place importante qu'occupe Kant. La terminologie est donc marquée par Husserl et par Kant. Dans la suite de l’œuvre de Sartre, on ne trouvera plus de terme comme « conscience transcendantale ».
La thèse de La Transcendance de l’Ego est que l’Ego n’est pas un « habitant » de la conscience, c’est-à-dire qu’il n’est pas à la base de la conscience mais qu’il est un objet de la conscience. À cette première thèse énoncée au tout début de l’ouvrage vient s’ajouter une seconde à la fin, selon laquelle la conscience transcendantale relève d'une spontanéité impersonnelle. La position de Sartre est assez originale étant donné qu’il part de la conscience, et qu’il va construire une philosophie de la conscience, mais qui ne sera pas une philosophie du sujet.
Comme l’indique le sous-titre, esquisse d’une description phénoménologique, la méthode est descriptive. Il s'agit de décrire une expérience de pensée dont le point de départ est la conscience et, plus précisément, une conscience définie par l’intentionnalité.
Dans une première partie, à travers la description, Sartre fait des constats et analyse l’Ego dans sa double composante d’un Je et d’un Moi.
Dans la seconde partie de son ouvrage, il examine, toujours à l’aide de la description, la constitution de l’Ego. Après avoir posé le problème, il en fait la généalogie.